# خرشچیاتی
خرشچیاتی (انگلیسی: Khreshchyaty) یک شهرک در بخش آلکسیفسکی استان بلگورود کشور روسیه است.